# Raray
Raray település Franciaországban, Oise megyében. Lakosainak száma 121 fő (2022. január 1.). Raray Verberie, Brasseuse, Néry, Rully, Saint-Vaast-de-Longmont és Villeneuve-sur-Verberie községekkel határos.

## Népesség
A település népessége az elmúlt években az alábbi módon változott:
| Lakosok száma | 157  | 153  | 158  | 144  | 135  | 127  | 124  | 122  | 121  |
|               | 2013 | 2015 | 2016 | 2017 | 2018 | 2019 | 2020 | 2021 | 2022 |